# Giacomo Leone
Giacomo Leone  (né le 10 avril 1971 à Francavilla Fontana) est un athlète italien, spécialiste des courses de fond, vainqueur du Marathon de New York en 1996.

## Biographie
En 1996, il remporte le Marathon de New York dans le temps de 2 h 09 min 54 s.
Septième des championnats du monde de 1997, il se classe cinquième des Jeux olympiques de 2000, et onzième des championnats du monde 2001. En 1996, à Palma de Majorque, il remporte le titre par équipes des championnats du monde de semi-marathon en compagnie de Stefano Baldini et Vincenzo Modica.
Son record personnel sur marathon, établi le 4 mars 2001, est de 2 h 7 min 52 s.

### Palmarès
| Date | Compétition                            | Lieu              | Résultat | Épreuve     | Performance     |
| ---- | -------------------------------------- | ----------------- | -------- | ----------- | --------------- |
| 1990 | Championnats du monde juniors          | Plovdiv           | 5e       | 20 km       | 1 h 03 min 01   |
| 1995 | Championnats du monde de semi-marathon | Montbéliard       | 3e       | Par équipes |                 |
| 1996 | Championnats du monde de semi-marathon | Palma de Majorque | 1er      | Par équipes |                 |
| 1996 | Marathon de New York                   | New York          | 1er      | Marathon    | 2 h 09 min 54 s |
| 1997 | Championnats du monde                  | Athènes           | 7e       | Marathon    | 2 h 17 min 16   |
| 2000 | Marathon de Rome                       | Rome              | 2e       | Marathon    | 2 h 08 min 41 s |
| 2000 | Jeux olympiques                        | Sydney            | 5e       | Marathon    | 2 h 12 min 14 s |
| 2001 | Championnats du monde                  | Edmonton          | 11e      | Marathon    | 2 h 17 min 54 s |

### Records
| Épreuve  | Performance    | Lieu | Date        |
| -------- | -------------- | ---- | ----------- |
| Marathon | 2 h 7 min 52 s | Otsu | 4 mars 2001 |